# Mainstream (programma televisivo)
Main Stream  è stato un programma televisivo della tv italiana dedicato alla serialità televisiva in onda a partire dall'11 marzo 2012 fino al 22 dicembre 2015 sul canale Rai 4.

## Storia del programma
La trasmissione, che non aveva un vero e proprio presentatore, è stata fortemente voluta nel palinsesto dal direttore della rete Carlo Freccero.
Il programma si componeva di vari segmenti: cross-media, focus-on, serial-life, news, tag, cult-series, web-series per indagare il mondo delle serie tv con una particolare attenzione a quelle trasmesse dal canale.
Dal 5 agosto al 2 settembre 2012 il programma è stato intitolato "Mainstream Estate", con una serie di quattro appuntamenti “remix” contenente un nuovo montaggio delle puntate più cult di questa prima stagione del programma, che ha conservato comunque la consueta articolazione in sette segmenti.
Il 12 agosto è andata in onda una puntata speciale interamente dedicata al Comic-Con 2012.
La prima stagione si è conclusa il 3 febbraio 2013, la seconda è partita il 17 marzo 2013 e si è conclusa il 2 febbraio 2014.
Il 20 giugno 2013 è andato in onda un mini speciale della durata di cinque minuti, dedicato alla memoria di James Gandolfini, il noto Tony de I Soprano, scomparso all'età di 51 anni. Lo speciale è stato più volte ripetuto durante la stessa giornata e quelle successive.

## Prima stagione
La prima stagione di Mainstream è andata in onda dall'11 marzo 2012 al 3 febbraio 2013.
1. Boardwalk Empire
2. Breaking Bad
3. Entourage
4. Battlestar Galactica
5. The Shield
6. Dexter
7. Boris
8. The Wire
9. Haven
10. Desperate Housewives
11. Criminal Minds
12. Lost
13. I Soprano
14. Dr. House - Medical Division
15. Mad Men
16. Six Feet Under
17. NCIS
18. Il prigioniero
19. Boardwalk Empire
20. Speciale Comic-Con 2012
21. Desperate Housewives
22. I Soprano
23. Dr. House - Medical Division
24. Dexter
25. True Blood
26. Boardwalk Empire - Stagione II
27. Dallas
28. Supernatural - Stagione VI
29. I Soprano - Stagione IV
30. Homeland
31. Mad Men - Stagione IV
32. Desperate Housewives - Remix
33. X-Files
34. Boss
35. Desperate Housewives - Stagione VIII
36. Lost - Remix
37. Speciale The Wire
38. Speciale Battlestar Galactica
39. Speciale The Shield
40. Speciale Web Series
41. Speciale NCIS
42. Breaking Bad - Stagione IV
43. Speciale Criminal Minds

## Seconda stagione
La seconda stagione di Mainstream ha avuto come unico autore Andrea Fornasiero ed è andata in onda dal 17 marzo 2013 al 2 febbraio 2014.
1. Dexter - Stagione III
2. Lip Service
3. Life on Mars e Ashes to Ashes
4. Torchwood
5. Adventures of Superman, Batman e Wonder Woman (Supereroi DC Comics, 1938-1989)
6. I misteri della laguna, Flash, Lois & Clark - Le nuove avventure di Superman, Smallville, Birds of Prey, Human Target e Arrow (Supereroi DC Comics, 1990-2013)
7. Il Trono di Spade
8. Misfits
9. Weeds
10. Halo
11. Babylon 5
12. Doctor Who
13. I Soprano - Stagione VI
14. Alphas
15. Red Riding
16. Carlos
17. Top of the Lake
18. Speciale 5 anni Rai 4
19. Speciale Serial Men
20. Speciale Serial Women
21. Il glossario completo dei tag (prima parte)
22. Il glossario completo dei tag (seconda parte)
23. Supereroi DC Comics
24. Strike Back
25. Boardwalk Empire - Stagione III
26. Speciale Web Series 2013
27. Angel
28. Once Upon a Time - C'era una volta
29. Hatfields & McCoys
30. Psycho-Pass
31. Braquo
32. Les Revenants, Forbrydelsen - The Killing e The Bridge - La serie originale
33. Friday Night Lights
34. 30 Rock
35. Black Mirror
36. Speciale 50º Anniversario Doctor Who
37. Under the Dome
38. Crash
39. Supernatural - Stagione VII
40. Mad Men - Stagione V
41. Speciale Festival
42. Speciale Antieroi
43. Breaking Bad - Stagione V
44. Il Trono di Spade - Stagione II

## Terza stagione
La regista della terza stagione 2014 è stata Maria Grazia Bordin

## Quarta stagione
La quarta stagione di Mainstream è in onda dal 24 marzo 2015. Dal 16 giugno al 14 luglio sono andate in onda 4 puntate di rimontaggio dedicate a temi specifici. Dal 30 ottobre al 2 novembre è andato in onda un daily dedicato alla  manifestazione Lucca Comics and games, da cui ha preso il nome lo spin-off di Mainstream: Mainstream Lucca Comics and Games 2015. Il regista della quarta stagione è stato Pasquale D'Aiello
1. Vikings - Stagione 2
2. Marvel's Agents of S.H.I.E.L.D.
3. N.C.I.S.: New Orleans Archiviato il 4 marzo 2016 in Internet Archive.
4. http://www.mainstream.rai.it/dl/portali/site/puntata/ContentItem-8523a27c-168d-42b1-b928-8a0226b173d2.html[collegamento interrotto]
5. CSI: Cyber
6. Star Trek: Enterprise
7. Ai confini della realtà
8. Gomorra - La serie
9. Brothers & sisters
10. The white queen
11. Deadwood
12. Dominion
13. Speciale Marvel
14. Speciale Fantascienza
15. Speciale Atlantide
16. Speciale Medioevo
17. Speciale Festival di Montecarlo
18. Penny dreadful
19. Secrets and lies
20. Orange is the new black
21. Dal tramonto all'alba
22. Zoo
23. Agents of S.H.I.E.L.D. - Stagione 2
24. L'attacco dei giganti
25. Lucca Comics - Prima puntata
26. Lucca Comics - Seconda puntata
27. Lucca Comics - Terza puntata
28. Lucca Comics - Quarta puntata
29. Hell on wheels
30. Black sails
31. Il trono di spade - Stagione 4
32. Ray Donovan
33. Scandal
34. Medium
35. Vikings - Stagione 3
36. Doctor Who